# Josip Rumac
Josip Rumac (* 31. Oktober 1994 in Rijeka) ist ein ehemaliger kroatischer Radsportler.

## Werdegang
2011 wurde Rumac kroatischer Meister der Junioren sowohl im Straßenrennen, als auch im Einzelzeitfahren. 2012 wurde er Dritter bei den Weltmeisterschaften im Straßenrennen bei den Junioren. 2014 wurde er Mitglied im Team Etixx, für das er im Vorjahr bereits als Stagiaire eingesetzt war. Bis 2018 fuhr er für weitere UCI Continental Teams. Das erste Mal kroatischer Meister im Straßenrennen der Elite wurde er 2017. In diesem Jahr gewann er auch die Bergwertung bei der Marokko-Rundfahrt. 2018 wurde er erstmals nationaler Meister im Einzelzeitfahren. 
Zur Saison 2019 wurde Rumac Mitglied im UCI Professional Continental Team Androni Giocattoli-Sidermec. 2019 und 2020 gewann er den nationalen Titel sowohl im Straßenrennen als auch im Einzelzeitfahren. In der Saison 2020 nahm er mit dem Giro d’Italia einmalig an einer Grand Tour teil und beendete diesen als 99. der Gesamtwertung. Bei den Olympischen Sommerspielen 2020 in Tokio vertrat er sein Land im Straßenrennen, erreichte das Ziel jedoch nicht. Internationale Erfolge gelangen ihm im Verlauf seiner Karriere nicht.
Als nach der Saison 2021 sein Vertrag nicht verlängert wurde, lagen Rumac nur neue Angebote von mehreren Continental Teams vor. Daraufhin entschied er sich, seine aktive Karriere im Radsport zu beenden.
Seit 2023 ist er Mitarbeiter bei Ineos Grenadiers und im Bereich Logistik eingesetzt.

## Erfolge
2011
- Kroatischer Meister im Straßenrennen (Junioren)
- Kroatischer Meister im Einzelzeitfahren (Junioren)

2012
- Weltmeisterschaften im Straßenrennen (Junioren)

2017
- Kroatischer Meister im Straßenrennen
- Bergwertung Marokko-Rundfahrt

2018
- Kroatischer Meister im Einzelzeitfahren

2019
- Kroatischer Meister im Straßenrennen
- Kroatischer Meister im Einzelzeitfahren

2020
- Kroatischer Meister im Straßenrennen
- Kroatischer Meister im Einzelzeitfahren

## Grand-Tour-Platzierungen
| Grand Tour            | 2020 |
| --------------------- | ---- |
| Giro d’ItaliaGiro     | 99   |
| Tour de FranceTour    | –    |
| Vuelta a EspañaVuelta | –    |